# Test knife-edge di Foucault

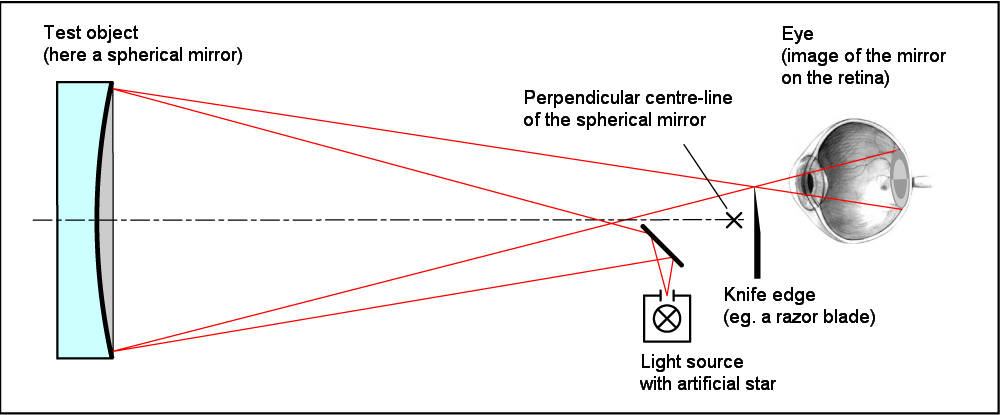
Configurazione del test di Foucault per misurare uno specchio

Il test Knife-Edge di Foucault è un test ottico per misurare accuratamente la forma di specchi concavi curvi. È comunemente usato dai produttori di telescopi amatoriali per immaginare gli specchi primari nei telescopi riflettenti. Utilizza un apparato relativamente semplice ed economico rispetto ad altre tecniche di test.

## Panoramica
Il test Knife-Edge di Foucault fu descritto nel 1858 dal fisico francese Léon Foucault come un modo per misurare le forme coniche degli specchi ottici. Misura le dimensioni della superficie dello specchio riflettendo la luce su un bordo di un coltello (o di un rasoio) in corrispondenza o vicino al centro di curvatura dello specchio. Per fare ciò, ha solo bisogno di un tester, che nella sua forma più elementare del XIX secolo consiste in una lampadina, un pezzo di carta stagnola con un foro stenopeico e una lama di rasoio per creare il filo del coltello. Il dispositivo di prova è regolabile lungo l'asse X (direzione di taglio del coltello) attraverso l'asse Y (asse ottico) ed è solitamente dotato di regolazione misurabile fino a 0,001 pollici (25 µm) o migliore lungo le linee parallele all'asse ottico. Il test può misurare gli errori nella curvatura di uno specchio fino a frazioni di lunghezze d'onda della luce (o Angstrom, milionesimi di pollice o nanometri).

## Nozioni di base

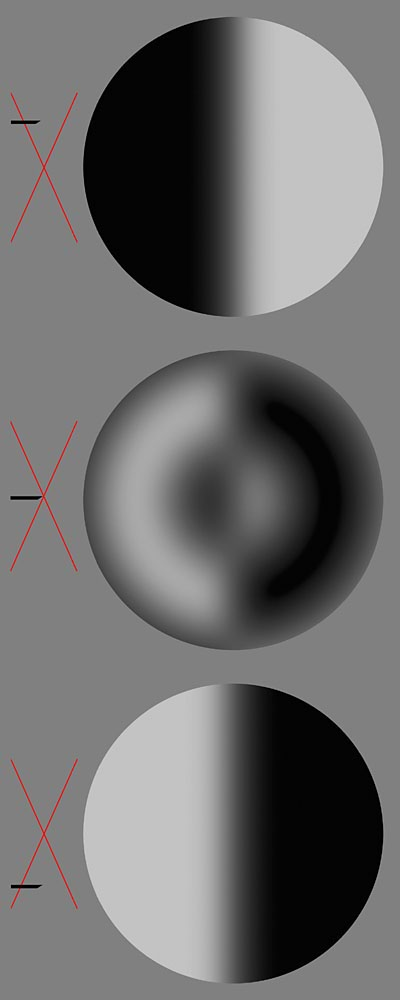
Dall'alto: specchio parabolico che mostra i motivi delle ombre di Foucault realizzati dal bordo del coltello all'interno del raggio di curvatura R (X rossa), a R e all'esterno di R.

Il test di Foucault è comunemente utilizzato dai produttori di telescopi amatoriali per calcolare gli specchi primari nei telescopi riflettenti. Lo specchio da testare viene posizionato verticalmente su un supporto. Il tester di Foucault è posizionato alla distanza del raggio di curvatura dello specchio (il raggio R è il doppio della lunghezza focale) con il foro stenopeico su un lato del centro di curvatura (al suo posto è possibile utilizzare una breve fessura verticale parallela al bordo del coltello) del foro stenopeico. Il tester è regolato in modo tale che il raggio di ritorno dalla sorgente luminosa stenopeica venga interrotto dal bordo del coltello.
Guardando lo specchio da dietro il bordo del coltello si vede un motivo sulla superficie dello specchio. Se la superficie dello specchio fa parte di una sfera perfetta, lo specchio appare illuminato in modo uniforme su tutta la superficie. Se lo specchio è sferico ma presenta difetti quali rigonfiamenti o avvallamenti, i difetti appaiono molto ingranditi in altezza. Se la superficie è paraboloidale, lo specchio solitamente appare come una ciambella o una losanga, sebbene l'aspetto esatto dipenda dall'esatta posizione del bordo del coltello.
È possibile calcolare quanto la superficie dello specchio assomigli ad una parabola perfetta posizionando una maschera di Couder, uno spillo Everest (secondo A. W. Everest) o un altro indicatore di zona sopra lo specchio. Una serie di misurazioni con il tester, rilevando i raggi di curvatura delle zone lungo l'asse ottico dello specchio (asse Y). Questi dati vengono quindi ridotti e rappresentati graficamente rispetto a una curva parabolica ideale.

## Altre tecniche di test
Vengono utilizzati numerosi altri test che misurano lo specchio al centro di curvatura. Alcuni produttori di telescopi utilizzano una variante del test di Foucault chiamata test di Ronchi che sostituisce il bordo del coltello con un reticolo (simile a un reticolo di diffrazione molto grossolano) comprendente sottili fili paralleli, un'incisione su una lastra di vetro, un negativo fotografico o una trasparenza stampata al computer. I modelli di prova Ronchi sono abbinati a quelli degli specchi standard o generati dal computer.
Altre varianti del test di Foucault includono il test Gaviola o caustico che può misurare specchi con rapporto f/rateo in modo più accurato rispetto al test di Foucault che è limitato a circa (λ/8) precisione della lunghezza d'onda su specchi di piccole e medie dimensioni. Il test caustico è in grado di misurare specchi più grandi e di ottenere una precisione dell'onda picco-valle (λ/20) utilizzando una fase di test regolata da un lato all'altro in modo da misurare ciascuna zona di ciascun lato dello specchio dal centro di la sua curvatura.
Il test del nullo di Dall utilizza una lente piano-convessa posizionata a breve distanza davanti al foro stenopeico. Con il corretto posizionamento della lente, uno specchio parabolico durante il test appare piatto anziché a forma di toro, quindi il test è molto più semplice e non sono necessarie misurazioni zonali.
Sono stati utilizzati numerosi test interferometrici, tra cui il metodo Michelson-Twyman e il metodo Michelson, entrambi pubblicati nel 1918, il metodo Lenouvel e il metodo Fizeau. I test interferometrici sono stati resi più accessibili negli ultimi anni grazie a laser, fotocamere digitali (come le webcam) e computer a prezzi accessibili, ma rimangono principalmente una metodologia industriale.